# Cymothoe dunkeli
Cymothoe dunkeli är en fjärilsart som beskrevs av Audeoud 1936. Cymothoe dunkeli ingår i släktet Cymothoe och familjen praktfjärilar. Inga underarter finns listade i Catalogue of Life.